# Pavel Kazakov
Pavel Nikolaïévitch Kazakov (in russo Павел Николаевич Казаков?; Mosca, 19 febbraio 1928 – Mosca, 17 settembre 2012) è stato un arbitro di calcio sovietico.

## Carriera
Iniziò ad arbitrare nel 1953 e nel 1961 gli fu affidata la prima partita di Vysšaja Liga, massimo campionato sovietico, nel quale arbitrò in totale 164 partite. Tra le più importanti gare che diresse nel suo Paese vi sono state due finali della Kubok SSSR (coppa dell'Unione Sovietica): Ararat - Dinamo Kiev nel 1973 e Dinamo Tbilisi - Ararat nel 1976.
Nel settembre 1966 fece il suo esordio a livello internazionale come assistente arbitrale nella partita Galatasaray - Rapid Vienna valida per la Coppa delle Coppe 1966-1967. La sua prima partita come arbitro fu Schalke 04 - Shamrock Rovers del 1º ottobre 1969 per i sedicesimi di finale di Coppa delle Coppe 1969-1970. La più importante gara di club a lui affidata fu la finale di ritorno tra Borussia Mönchengladbach e Liverpool per la Coppa UEFA 1972-1973, vinta in casa dai tedeschi 2-0 dopo essere stati sconfitti 3-0 all'andata. Nel marzo del 1977 diresse la sua ultima gara internazionale, il quarto di finale di Coppa dei Campioni 1976-1977 tra il Club Bruges e il Borussia Mönchengladbach.
Tra le fasi finali delle manifestazioni per squadre nazionali a cui prese parte spiccano il campionato del mondo 1974 in Germania Ovest, dove arbitrò Argentina - Italia e Germania Ovest - Svezia, e le Olimpiadi del 1972 di Monaco di Baviera, in cui diresse Danimarca - Brasile. La sua prima partita tra nazionali maggiori era stata nel novembre del 1969 l'amichevole tra Paesi Bassi e Inghilterra, e l'ultima fu nel novembre 1974 Paesi Bassi - Italia valida per le qualificazioni al campionato d'Europa 1976.
Kazakov viene ricordato anche per aver annullato un gol regolare al Belgio negli ultimi minuti dell'incontro di Rotterdam contro i Paesi Bassi del 18 novembre 1973. Era l'ultima gara del gruppo 3 di qualificazione al campionato del mondo 1974, e le due squadre erano appaiate in testa alla classifica. L'incontro finì 0-0 e per la miglior differenza reti si qualificarono gli olandesi, che si sarebbero rivelati la grande rivelazione del torneo finendo secondi dietro ai padroni di casa della Germania Ovest.